# Franco López (Fußballspieler)
Franco López, vollständiger Name Franco Sebastián López Taborda, (* 20. Oktober 1992 in Paysandú) ist ein uruguayischer Fußballspieler.

## Karriere
Der 1,72 Meter große Offensivakteur López gehört mindestens seit der Clausura 2015 dem Kader des Erstligisten El Tanque Sisley an. Dort debütierte er unter Trainer Raúl Möller am 14. Februar 2015 beim 1:0-Heimsieg gegen die Montevideo Wanderers in der Primera División, als er in der 87. Spielminute für Facundo Barcelo eingewechselt wurde. In der Clausura 2015 lief er bei El Tanque Sisley in insgesamt sieben Erstligaspielen (ein Tor) auf. Während der Spielzeit 2015/16 folgten 23 weitere Erstligaeinsätze (kein Tor). Nach dem Abstieg am Saisonende zeigte er sich in der folgenden Zweitligasaison 2016 mit acht erzielten Toren bei zwölf Einsätzen in der Segunda División äußerst treffsicher. Mitte Januar 2017 verpflichtete ihn der Erstligist Club Atlético Cerro.